# Augusto Lins Soares
Augusto Lins Soares (Pernambuco) é um designer brasileiro. Formado em Arquitetura pela UFPE, cursou posteriormente Comunicação Visual na mesma instituição. Em abril de 1994 fez um curso de jornalismo na editora Abril, sendo convidado para trabalhar como diretor de arte da revista Superinteressante. De 1994 a 2018, trabalhou nesta área em diversas revistas da Abril e de outras editoras, como Nova Beleza, Bravo, Elle, Cláudia, Nova, Ouse e Casa Vogue. Criou a revista Dom, voltada ao público masculino, mas que teve vida curta. Desde 2018, passou a trabalhar com fotografia documental, sendo autor, até o momento, de três fotobiografias: O santo revelado (sobre dom Helder Câmara), Revela-te, Chico (Chico Buarque) e uma ainda em produção sobre Sonia Braga.
A fotobiografia de Chico Buarque, publicada em 2018 pela editora Bem-Te-Vi Produções Literárias e com textos do jornalista Joaquim Ferreira dos Santos, foi fruto de dois anos de pesquisa a partir de mais de 20 mil imagens (a partir de acervos de fotógrafos, jornais, revistas, sites, do Museu da Imagem e do Som e dos Institutos Moreira Salles e Antonio Carlos Jobim), das quais 210 foram selecionadas para o livro. Por este livro, Soares ganhou o Prêmio Jabuti em 2019 na categoria "Capa".